# Grabów Szlachecki
```

```

Grabów Szlachecki (prononciation [ˈɡrabuf ʂlaˈxɛt͡ski]) est un village de la gmina de Nowodwór du powiat de Ryki dans la voïvodie de Lublin, situé dans l'est de la Pologne.
Il se situe à environ 7 kilomètres au nord de Nowodwór (siège de la gmina), 14 kilomètres au nord-est de Ryki (siège du powiat) et 60 kilomètres au nord-ouest de Lublin (capitale de la voïvodie).
Le village comptait approximativement une population de 929 habitants en 2009.

## Histoire
De 1975 à 1998, le village est attaché administrativement à la voïvodie de Siedlce.
Depuis 1999, il fait partie de la nouvelle voïvodie de Lublin.